# Premio Knuth
El Premio Donald Ervin Knuth es un premio que se otorga a aquellos que realizan contribuciones destacadas sobre los fundamentos de ciencias de la computación. Su nombre se debe al matemático Donald Knuth.
El Premio Knuth se otorga cada un año y medio desde 1996, e incluye, además del distintivo, un aporte de 5 mil dólares. El premio es dado por la ACM SIGACT (Association for Computing Machinery's Special Interest Group on Algorithms and Computing Theory) y el Instituto de Ingenieros Eléctricos y Electrónicos (IEEE). Las condecoraciones se realizan alternadamente en el Simposium en Teoría de Computación de la ACM y la Conferencia en Fundamentos de Ciencias de Computación de la IEEE, dos de las conferencias más prestigiosas en el área de teoría de la computación.
Así como el Premio Gödel reconoce a los autores de artículos destacados, el Premio Knuth se da a los investigadores por su importante aporte general en el área.

## Galardonados
- 1996 - Andrew Chi-Chih Yao
- 1997 - Leslie Valiant
- 1999 - László Lovász
- 2000 - Jeffrey Ullman
- 2002 - Christos Papadimitriou
- 2003 - Miklós Ajtai
- 2005 - Mihalis Yannakakis
- 2007 - Nancy Lynch
- 2008 - Volker Strassen
- 2010 - David Johnson
- 2011 - Ravi Kannan[1]
- 2012 – Leonid Levin[2]
- 2013 – Gary Miller
- 2014 – Richard J. Lipton[3]
- 2015 – László Babai
- 2016 – Noam Nisan[4]
- 2017 - Oded Goldreich
- 2018 - Johan Håstad
- 2019 - Avi Wigderson
- 2020 - Cynthia Dwork
- 2021 - Moshe Vardi
- 2022 - Noga Alon
- 2023 - Éva Tardos
- 2024 - Rajeev Alur
- 2025 - Micha Sharir